# 政界小人物
《政界小人物》（英語：Spin City），是美国广播公司電視台播放的情景喜劇，以美國纽约市為背景。1996年在美國首播，共六季。曾經在1997年於無線電視明珠台播放。
該劇描繪纽约市市長Randall Winston雖是競選高手，但對管理城市卻一竅不通，所以實務都是由副市長Mike Flaherty一手包辦，而Mike亦是劇中的主角。

## 角色
市政府：
- Randall Winston（Barry Bostwick飾），市長
- Mike Flaherty（米高·霍士飾），副市長
- Paul Lassiter（Richard Kind飾），新聞秘書
- Stuart Bondek（Alan Ruck飾），幕僚長
- Carter Heywood（Michael Boatman飾），少數族裔事務主任
- James Hobert（Alexander Chaplin飾），演講稿撰寫人
- Janelle Cooper（Victoria Dillard飾），原本是副市長的秘書，最後升職成為市長的秘書
- Nikki Faber（Connie Britton飾），Janelle的助手
- Stacy Paterno（Jennifer Esposito飾），副市長的新秘書
- Caitlin Moore（Heather Locklear飾），市長競選參議員的競選經理

其他：
- 記者Ashley Schaffer（Carla Gugino飾），Mike的女友，但這段關係很快告終

## 後期
劇集最初由米高·霍士主演，在1998年米高宣佈他患上柏金遜症後Heather Locklear加入，分擔戲份，最後米高因病情逐漸惡化在2000年辭去角色，而劇中的副市長亦被迫換人，由查理·辛飾演的Charlie Crawford頂替。

## 外部連結
- 互联网电影数据库（IMDb）上《政界小人物》的资料（英文）
- AllMovie上《政界小人物》的资料（英文）
- Spin City at Yahoo! TV